# Massif d'Andia
Pour les articles homonymes, voir Andia.
Le massif d'Andia (Andimendi en basque ou Sierra de Andía en espagnol), dont le point culminant est Beriain (1 493 m), appartient aux Montagnes basques, et se situe en Navarre (Espagne).
Avec le massif d'Urbasa, ils composent le parc naturel d'Urbasa et Andia.

## Sommets
- Beriain, 1 493 m 42° 53′ 18″ nord, 1° 58′ 49″ ouest
- Beriainpunta, 1 429 m 42° 53′ 35″ nord, 1° 59′ 43″ ouest
- Amorro, 1 349 m 42° 53′ 09″ nord, 1° 56′ 51″ ouest
- Lezizagoa, 1 348 m 42° 52′ 37″ nord, 1° 56′ 26″ ouest
- Idoitxiki, 1 272 m 42° 53′ 18″ nord, 1° 54′ 56″ ouest
- Peña Blanca, 1 266 m 42° 51′ 53″ nord, 1° 56′ 20″ ouest

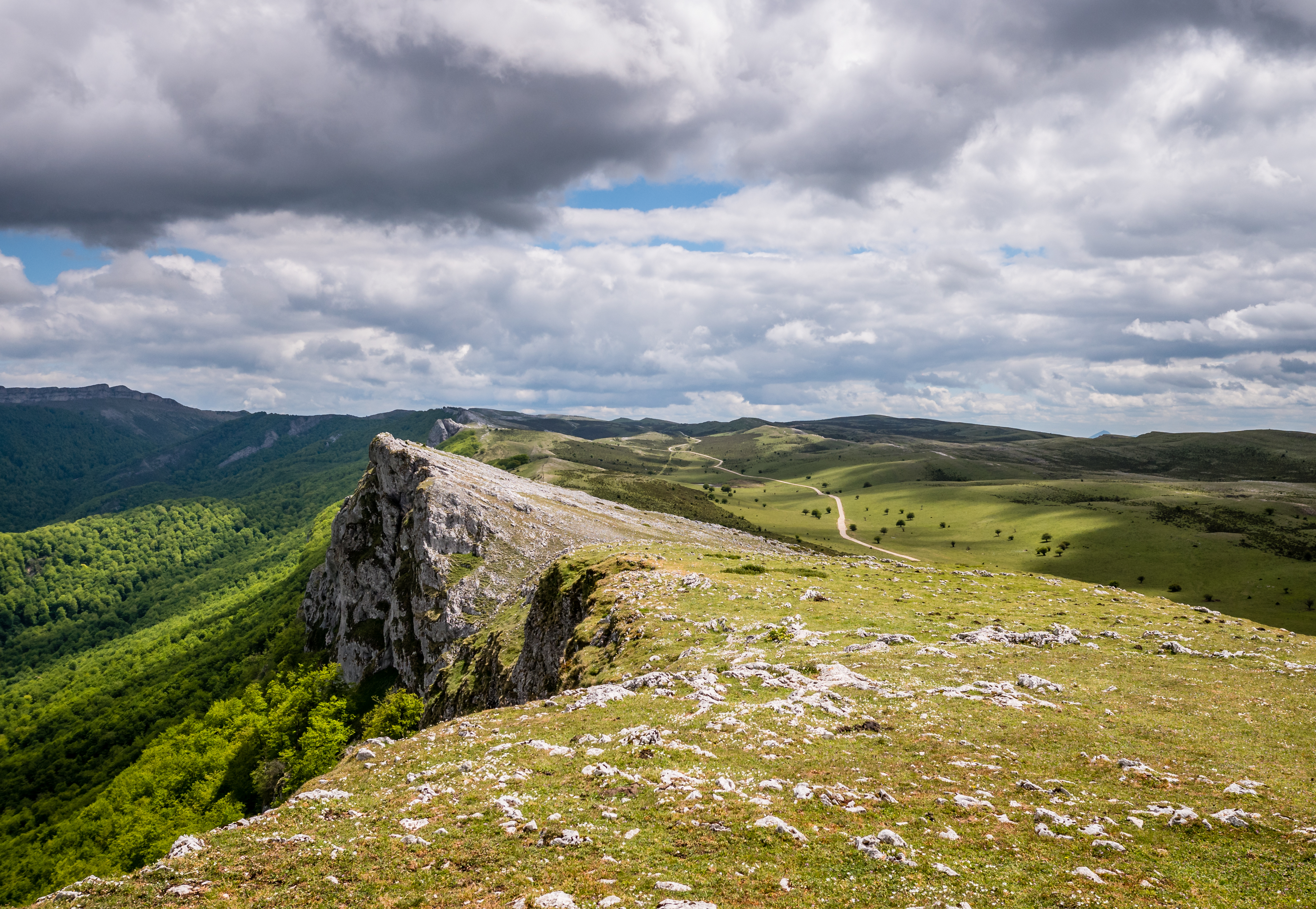
Vue depuis le sommet de Saratsa.

- Alto de las Bordas Viejas, 1 265 m 42° 51′ 58″ nord, 1° 55′ 08″ ouest
- Arrasaundi, 1 261 m 42° 51′ 42″ nord, 1° 55′ 17″ ouest
- Atazabal, 1 252 m 42° 52′ 01″ nord, 1° 56′ 35″ ouest
- Malkaxko, 1 238 m 42° 49′ 08″ nord, 1° 59′ 30″ ouest
- Pagomotxeta, 1 237 m 42° 51′ 53″ nord, 1° 57′ 20″ ouest
- Centre géographique du Pays basque (Euskal Herriko erdigunea), 1 236 m[2] 42° 52′ 55″ nord, 1° 56′ 12″ ouest
- Elordia, 1 235 m 42° 51′ 32″ nord, 1° 55′ 44″ ouest
- Artxurieta, 1 228 m 42° 48′ 51″ nord, 1° 59′ 04″ ouest
- Beorzulo, 1 228 m 42° 51′ 06″ nord, 1° 56′ 47″ ouest
- Eskalaborro, 1 228 m 42° 51′ 50″ nord, 1° 57′ 51″ ouest
- Trinidad de Iturgoien, 1 224 m 42° 48′ 47″ nord, 1° 58′ 55″ ouest
- Zurloz, 1 224 m 42° 48′ 58″ nord, 1° 58′ 34″ ouest
- Mugaga, 1 219 m 42° 48′ 25″ nord, 1° 58′ 40″ ouest
- Oskandia, 1 215 m 42° 48′ 34″ nord, 1° 59′ 52″ ouest
- Tontorraundi, 1 203 m 42° 51′ 29″ nord, 1° 57′ 54″ ouest
- Aitzorrotz, 1 192 m 42° 51′ 49″ nord, 1° 58′ 29″ ouest
- Lardanburu, 1 183 m 42° 49′ 13″ nord, 1° 57′ 47″ ouest
- Dorrokoteka, 1 176 m 42° 51′ 20″ nord, 1° 59′ 08″ ouest
- Saratsa, ou Usabide, 1 173 m 42° 51′ 44″ nord, 2° 00′ 00″ ouest
- Otsaurka, 1 171 m 42° 48′ 54″ nord, 1° 57′ 26″ ouest
- Tanturaundi, 1 162 m 42° 48′ 39″ nord, 1° 57′ 56″ ouest
- Zoiolagana, 1 147 m 42° 48′ 58″ nord, 1° 55′ 59″ ouest
- Tunelgaña, 1 146 m 42° 51′ 43″ nord, 2° 00′ 19″ ouest
- Artzidoi, 1 143 m 42° 50′ 56″ nord, 1° 55′ 40″ ouest
- Bixkarluz, 1 141 m 42° 51′ 02″ nord, 1° 55′ 36″ ouest
- El Alto, 1 139 m 42° 49′ 27″ nord, 1° 56′ 03″ ouest
- Satrustegi II, 1 139 m 42° 53′ 22″ nord, 1° 53′ 19″ ouest
- Elimendi, 1 135 m 42° 48′ 15″ nord, 1° 55′ 57″ ouest
- Urdanegi, 1 131 m 42° 49′ 45″ nord, 1° 55′ 39″ ouest
- Txurregi, 1 128 m 42° 52′ 54″ nord, 1° 51′ 22″ ouest
- Tanturtxiki, 1 102 m 42° 48′ 24″ nord, 1° 57′ 35″ ouest
- Motxope, 1 079 m 42° 49′ 16″ nord, 1° 55′ 00″ ouest
- Monosarios, 1 067 m 42° 49′ 15″ nord, 2° 00′ 27″ ouest
- Ibarrola, 1 065 m 42° 49′ 35″ nord, 2° 00′ 27″ ouest
- Santa Cruz, 1 042 m 42° 49′ 01″ nord, 1° 54′ 49″ ouest
- Mendiburu, 1 039 m 42° 49′ 26″ nord, 1° 54′ 35″ ouest
- Gaztelu III, 998 m 42° 53′ 16″ nord, 1° 50′ 21″ ouest
- Mendizelaia, 982 m 42° 46′ 29″ nord, 1° 58′ 51″ ouest
- Gazteluzar, 979 m 42° 50′ 19″ nord, 1° 53′ 53″ ouest
- Kapanasta, 973 m 42° 51′ 43″ nord, 1° 53′ 28″ ouest
- Txargain, 972 m 42° 51′ 56″ nord, 1° 53′ 06″ ouest
- Alto de la Balsa, 889 m 42° 53′ 23″ nord, 1° 51′ 47″ ouest
- Eularro, 646 m 42° 53′ 59″ nord, 1° 51′ 03″ ouest
- Monte Primero, 639 m 42° 45′ 47″ nord, 1° 57′ 36″ ouest
- Errezumendia, 609 m 42° 46′ 02″ nord, 1° 57′ 03″ ouest